# Stumpfblütige Binse
Die Stumpfblütige Binse (Juncus subnodulosus), auch Knötchen-Binse genannt, ist eine Pflanzenart aus der Gattung Binsen (Juncus) innerhalb der Familie der Binsengewächse (Juncaceae).

## Beschreibung

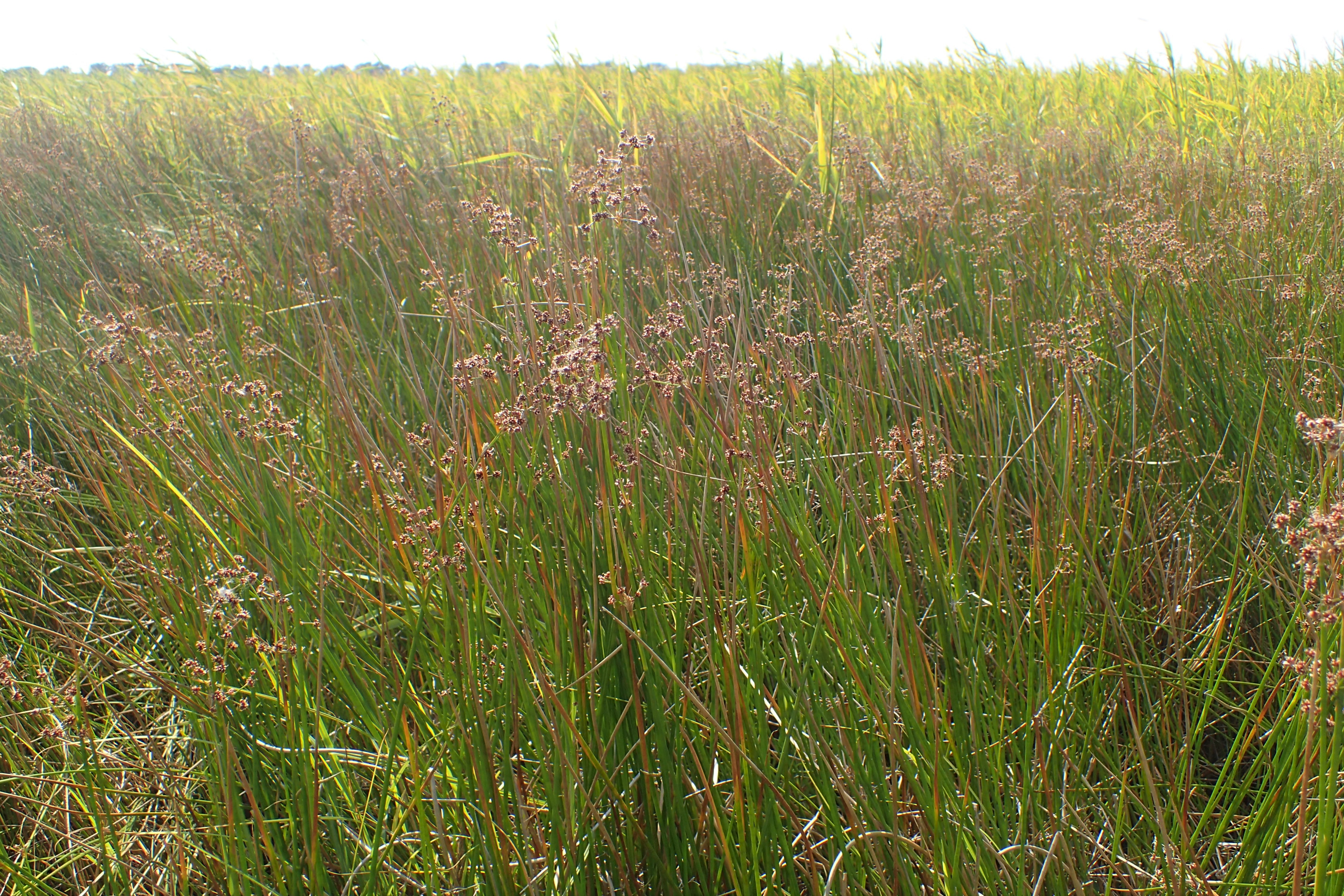
Bestand

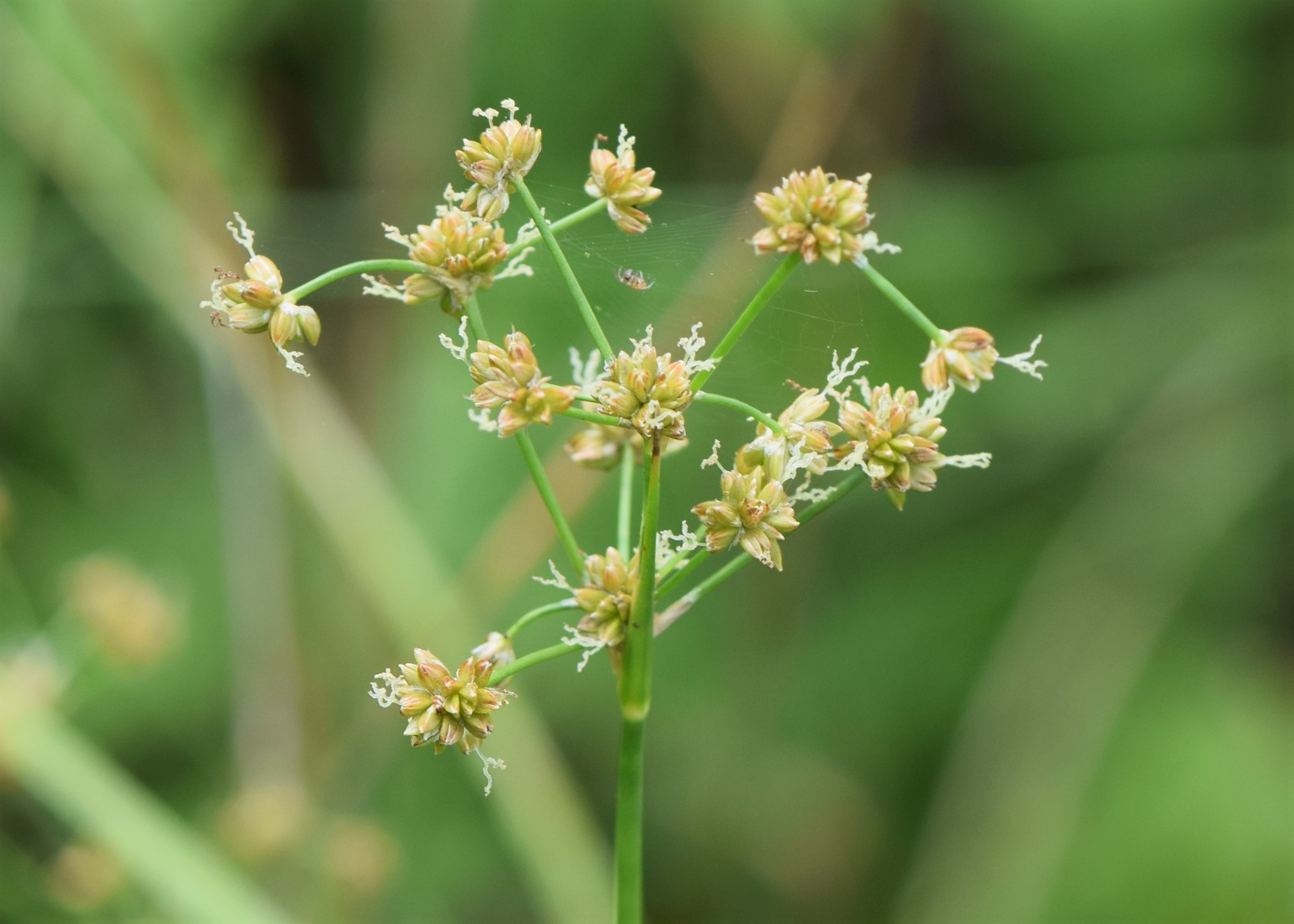
Blütenstand

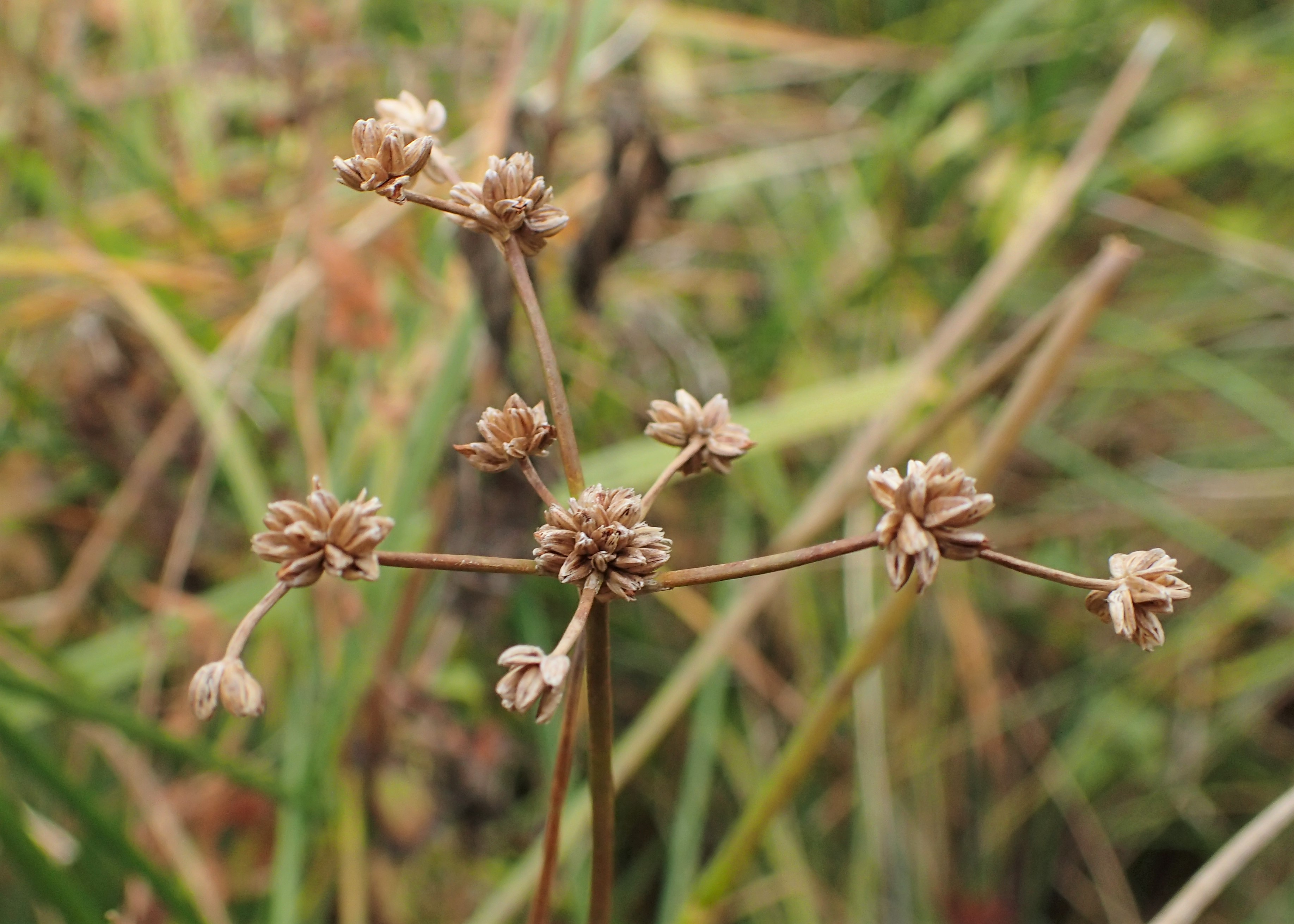
Fruchtstand

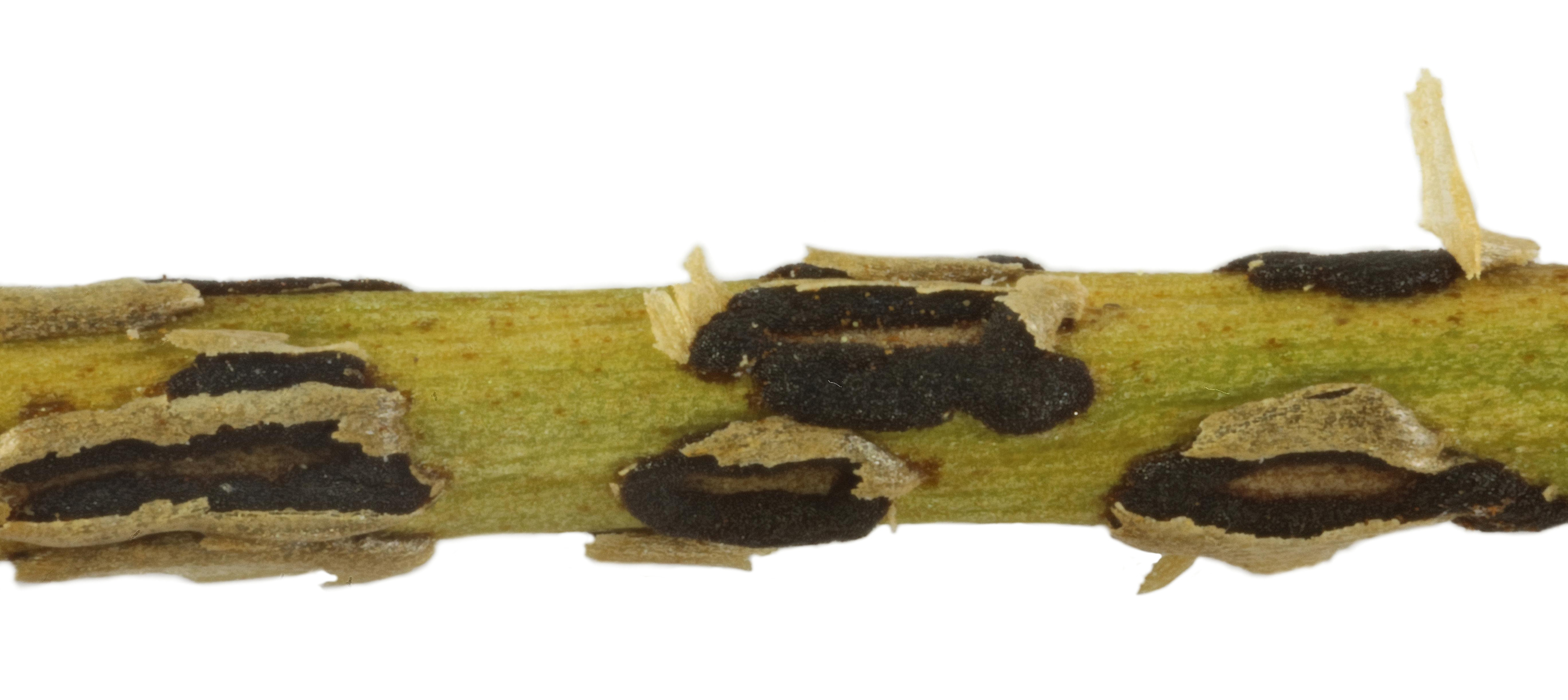
Rostpilz Uromyces junci auf Juncus subnodulosus

### Vegetative Merkmale
Die Stumpfblütige Binse wächst als überwinternd grüne, ausdauernde krautige Pflanze, die Wuchshöhen von 40 bis 130 Zentimetern erreicht. Sie bildet mit langen Ausläufern lockere Rasen mit kräftigem, bis 9 Millimeter dickem Rhizom. Die aufrechten Stängel sind bei einem Durchmesser von 2 bis 4 Millimetern stielrund oder schwach abgeflacht und tragen drei oder vier grundständige Blattscheiden und ein oder zwei normal entwickelte, stängelartige Laubblätter. Die grundständigen Blattscheiden enden stumpf oder mit einer kurzen Stachelspitze; sie sind stroh-gelb, seltener hell-grün oder hellrot-braun. Sterile Triebe tragen am Ende ein stängelähnliches Blatt, blühende Triebe zwei im Querschnitt nahezu stielrunde, quergekammerte und 2 bis 4 Millimeter dicke Laubblätter. Die Öhrchen der Blattscheiden sind bräunlich, kurz und ziemlich derb. Die Blattspreiten der Stängelblätter sind 20 bis 100 Zentimeter lang und 2 bis 4 Millimeter dick.

### Generative Merkmale
Die Blütezeit erstreckt sich von Juni bis Juli. Das unterste Tragblatt des Blütenstands ist laubblattartig und kürzer bis so lang wie der Blütenstand. Der Blütenstand ist eine im jungen Zustand sehr helle, stark verzweigte, lockere Spirre mit 10 bis 50, zuweilen 100 Teilblütenständen mit recht- oder stumpfwinkelig abstehenden, selten zurückgebogenen Ästen. Die Äste zweiter oder höherer Ordnung sind auffällig sparrig abstehend. Die Teilblütenstände sind etwa 5 Millimeter lang und enthalten fünf bis zwölf Blüten. Die bleich-grünen bis strohfarbenen Blütenhüllblätter sind bei einer Länge von 2 bis 2,5 Millimetern gleich lang, elliptisch mit stumpfem gerundetem oberen Ende, daher der deutsche Trivialname Stumpfblütige Binse; sie sind breit hutrandig und die äußeren Blütenhüllblätter sind bootförmig eingekrümmt. Die Staubblätter sind zwei Drittel bis drei Viertel so lang (selten ganz so lang) wie die Blütenhüllblätter. Die Staubbeutel sind 0,8 bis 1,1 Millimeter lang und länger bis doppelt so lang wie die Staubfäden. Der 0,7 bis 1 Millimeter lange, weiße Griffel endet in einer aufrechten, etwa 1 Millimeter langen, dreiteiligen Narbe.
Die rot- bis kastanien-braune, seltener gelbe, glänzende Kapselfrucht ist etwas länger als die Blütenhüllblätter, dreikantig-eiförmig und seitlich abgeflacht; sie trägt eine kurze Spitze und ist dreifächrig. Die Samen sind bei einer Länge von 0,5 bis 0,6 Millimetern eiförmig und beiderseits zugespitzt. Die Samenschale ist manchmal rot-braun und netzartig gemustert mit etwa 20 Längsstreifen.
Die Chromosomenzahl beträgt 2n = 40.

## Ökologie
Der Rostpilz Uromyces junci befällt verschiedene Binsen-Arten, auch die Stumpfblütige Binse.

## Vorkommen
Die Stumpfblütige Binse kommt von Europa, dem Mittelmeerraum sowie Nordafrika (Marokko, Algerien sowie Tunesien) bis zur Türkei sowie zum Irak vor. Neophytische Vorkommen existieren auf der Südinsel Neuseelands und an der Ostküste Nordamerikas. Sie fehlt im nördlichen und östlichen Europa.
Sie wächst in Feuchtwiesen (Calthion palustris Tüxen 1937), Zwischenmoorwiesen (Caricion davallianae Klika 1934) sowie in Gräben auf sickernassen, gut durchlüfteten, mehr oder weniger nährstoffreichen, meist kalk- oft auch salzhaltigen, Sumpfhumus- oder humosen Kalktuffböden. Die wächst gern über bewegtem, sauerstoffreichem Grundwasser oft bei Kalktuffbildung. Sie kommt in Mitteleuropa vor in Pflanzengesellschaften des Verbands Calthion, besonders im Juncetum subnodulosi, aber auch in Pflanzengesellschaften der Verbände Caricion davallianae und Magnocaricion.
Die ökologischen Zeigerwerte nach Landolt et al. 2010 sind in der Schweiz: Feuchtezahl F = 4w+ (sehr feucht aber stark wechselnd), Lichtzahl L = 4 (hell), Reaktionszahl R = 4 (neutral bis basisch), Temperaturzahl T = 3+ (unter-montan und ober-kollin), Nährstoffzahl N = 4 (nährstoffreich), Kontinentalitätszahl K = 2 (subozeanisch), Salztoleranz = 1 (tolerant).

## Taxonomie
Die Erstveröffentlichung von Juncus subnodulosus erfolgte 1789 durch Franz von Paula Schrank in Baiersche Flora. München, Band 1, Seite 616. Synonyme für Juncus subnodulosus Schrank sind: Juncus alpinus var. erectus Racib., Juncus articulatus var. sylvaticus L., Juncus articulatus subsp. sylvaticus (L.) Ehrh., Juncus bifolius Hoppe nom. superfl., Juncus divaricatus Wolff, Juncus divergens W.D.J.Koch nom. superfl., Juncus erectus Besser nom. illeg., Juncus neesii F.Heller, Juncus obtusatus Kit. ex Schult., Juncus obtusiflorus Ehrh. ex Hoffm., Juncus obtusiflorus var. condensatus Cout., Juncus obtusiflorus var. laxus M.Mandon & Foucaud, Juncus obtusiflorus var. rubellus Erdner, Juncus obtusiflorus var. schillingeri G.Fisch., Juncus retroflexus Rafn, Juncus sylvaticus (L.) Reichard nom. illeg., Juncus subnodulosus var. condensatus (Cout.) Fern-Carv.